# Tarman
Tarman je priimek več znanih Slovencev:
- Boris Tarman, ljubiteljski kipar in slikar
- Boštjan Tarman (1956-2018), gozdar
- Draga Tarman (r. Černe) (1930-2007), biologinja, urednica Pionirja, pisateljica/publicistka
- Ida Tarman Šmit, prof. Sred.zdravstvene šole (učbenik Anatomija in fiziologija človeka)
- Ivan Tarman - Boris (1924-2022), borec 12.SNOUB
- Ivo Tarman (1896-1983), puškarski mojster ?
- Janez Tarman, naravoslovni fotograf
- Kazimir Tarman (*1930), zoolog, ekolog, univ. profesor
- Kristina Tarman (1909-2018), stoletnica
- Marija Tarman (1930-1956), kemičarka
- Nada Tarman (1922-2024), radijska napovedovalka, nosilka spomenice 1941, prva imenovana upravnica Radia Maribor, zadnja preživela članica predvojnega zbora F.Marolta
- Rok Tarman (*1997), smučarski skakalec
- Urban Tarman, novinar, cineast, prevajalec ...